# Helen Dahm
Helen Dahm (Kreuzlingen, 21 mei 1878 - Männedorf, 24 mei 1968) was een Zwitserse expressionistische kunstschilderes.

## Biografie
Helen Dahm was een dochter van Hugo Dahm, een handelaar. Ze volgde tekenlessen met Max von Sury. Toen ze zich in 1897 in Zürich vestigde, volgde ze er les aan de school voor toegepaste kunsten en de meisjeskunstschool. Vanaf 1906 volgde ze les aan de meisjeskunstschool van München en de school voor kunsten en grafische technieken. Ze kwam er in aanraking met de kunst van Der Blaue Reiter. Van 1913 tot 1918 woonde ze opnieuw in Zürich en vervolgens tot 1938 in Oetwil am See. Na een verblijf in Brits-Indië verwerkte ze vanaf 1940 Indiase motieven, christelijke thema's en felle kleuren in haar werken. Vanaf 1945 was ze steeds meer bezig met experimentele uitdrukkingsvormen, zoals bijvoorbeeld collages. In 1956 schilderde ze een muurschildering in de kerkhofkapel in Adliswil. Rond 1957 schakelde ze over van figuratieve schilderkunst naar tachisme en abstractie. Zij was de eerste vrouw die in 1954 de kunstprijs van de stad Zürich ontving.

## Onderscheidingen

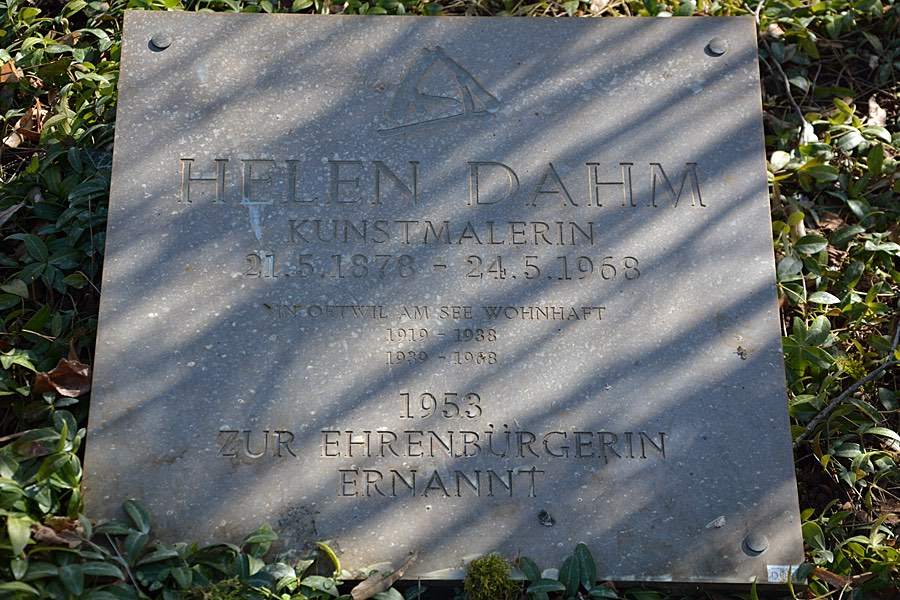
Graf van Helen Dahm.

- Erebruger van Oetwil am See (1953)
- Kunstprijs van de stad Zürich (1954)